# Othello (Rossini)
Othello aneb Maur benátský, zkráceně Othello (italsky Otello ossia Il Moro di Venezia) je opera o třech jednáních Gioacchina Rossiniho na italské libreto Francesca Maria Berio di Salsa. Práce je založena na francouzské adaptaci příběhu( Othello, ou le More de Venise autora Jean-François Ducise z roku 1792), nikoli na Shakespearově hře Othello, protože ani Rossini, ani jeho libretista neznal anglické drama. Premiéra se konala 4. prosince 1816 v Neapoli v divadle Teatro del Fondo.
Opera se výrazně liší od Shakespearovy verze nejen tím, že se odehrává v Benátkách a ne na Kypru, ale také tím, že celý dramatický konflikt se vyvíjí jinak. Role Jaga je do jisté míry omezena a je mnohem méně ďábelská než v originále nebo ve Verdiho Othellovi z roku 1887. V kontrastu s tím je role Rodriga, podružného významu u Shakespeara a Verdiho, velmi výrazná v Rossiniho verzi a je jí přiřazena nejtěžší a nejskvělejší hudba. Role Othella, Jaga a Rodriga jsou určeny pro tenorový hlas.
Rossiniho Othello je důležitým milníkem ve vývoji opery jako hudebního dramatu (dramma per musica). Poskytl Giuseppe Verdimu měřítko pro jeho vlastní Shakespearovu adaptaci. CD nahrávka společnosti Opery Rara z roku 1999 zahrnuje alternativní šťastný konec, běžnou praxi v dramatu a opeře v období 19. století.